# Rhyzodiastes propinquus
Rhyzodiastes propinquus es una especie de escarabajo terrestre, categorizada en la tribu Clinidiini, de la subfamilia Rhysodinae.
Se atribuye su descripción a los entomólogos de origen estadounidense Ross Taylor Bell y Joyce Elaine Rockenbach Bell, quienes la citaron por primera vez en 1985. La especie aparece registrada en la sección Rhysodini of the world. Part IV. Revision of Rhyzodiastes FAIRMAIRE and Clinidium KIRBY, with new species in other genera (Coleoptera: Carabidae or Rhysodidae) de Quaestiones Entomologicae, 21: 1-172, publicada por Bell, R.T. y Bell, J.R. en 1985.

## Descripción
La especie mide 6,8 mm de longitud. Presenta un estilete antenal diminuto y de forma cónica, segmento antenal extenso, con pocas o nulas setas basales, antenas diminutas y gruesas, surcos frontales profundos y lisos.

## Distribución
Se distribuye por Asia, en la India, en el archipiélago de las islas Nicobar.